# Vila-seca (Gard)
Vila-seca (en francès Saint-Jean-de-Crieulon) és un municipi francès situat al departament del Gard i a la regió d'Occitània.